# Alicja Rosolska
Alicja Rosolska (født 1. december 1985) er en polsk tennisspiller. Hun repræsentere sit land under Sommer-OL 2012 i London, der blev hun slået ud i første runde i double.

## Eksterne Henvisninger
- Alicja Rosolskas profil på Olympics.com (engelsk)
- Alicja Rosolskas profil på Sports-Reference OL-resultater (arkiveret) (engelsk)
- Alicja Rosolskas profil på Olympedia (engelsk)
- Alicja Rosolskas profil hos WTA Tennis (engelsk)
- Alicja Rosolskas profil hos ITF Tennis (engelsk)
- Alicja Rosolskas profil hos Fed Cup (engelsk)
- Alicja Rosolskas profil hos ITF Tennis (engelsk)